# Kácov
Kácov är en köping i Tjeckien.   Den ligger i regionen Mellersta Böhmen, i den centrala delen av landet, 60 km sydost om huvudstaden Prag. Kácov ligger 337 meter över havet och antalet invånare är 789.
Terrängen runt Kácov är huvudsakligen lite kuperad. Kácov ligger nere i en dal. Runt Kácov är det ganska tätbefolkat, med 58 invånare per kvadratkilometer. Närmaste större samhälle är Zruč nad Sázavou, 7,0 km sydost om Kácov. Omgivningarna runt Kácov är en mosaik av jordbruksmark och naturlig växtlighet.